# Трансплантація легень
Трансплантація легень — хірургічна операція, що полягає в повній або частковій заміні уражених хворобою легень одної людини (реципієнта) здоровими легенями, взятими у іншої людини (донора). Трансплантація легень в даний час є єдиним радикальним методом лікування деяких хронічних захворювань легень. Незважаючи на складність операції та необхідність постійного приймання імуносупресорів після неї, ця операція дозволяє значно збільшити тривалість і поліпшити якість життя пацієнтів з термінальним ураженням легень. Донорські легені можуть бути отримані від живого донора або померлої людини. Живий донор може пожертвувати лише одну частку легені.

## Історія
Перша задокументована спроба трансплантації легень була реалізована радянським ученим Володимиром Деміховим в 1946 році. В якості експерименту операція проводилася на собаці. В кінцевому підсумку трансплантація виявилася невдалою через відторгнення трансплантата. Однак, дана спроба вперше продемонструвала громадськості, що процедура технічно здійсненна.
Хірург Джеймс Харді з Університету Міссісіпі провів першу пересадку легень людини 11 червня 1963 року. На жаль, через 18 днів, реципієнт помер від ниркової недостатності. З 1963 по 1978 рік множинні спроби трансплантації легень не вдавалися через відторгнення. Тільки після винаходу апарату штучного кровообігу в поєднанні з розвитком імуносупресантів (циклоспорин) такі органи, як легені, могли бути пересаджені з більшою ймовірністю відновлення пацієнта.
Першою успішною пересадкою легень вважається трансплантація серця і легень, виконана доктором Брюсом Рейц зі Стенфордського університету в 1981 році жінці, у якої була ідіопатична легенева гіпертензія.
- 1983 рік: перша успішна довгострокова одиночна трансплантація легень. Операцію провів торакальний хірург Джоел Купер, пацієнт Том Хол (Торонто)
- 1986 рік: перша успішна довгострокова подвійна пересадка легень. Пацієнт Енн Харрісон, хірург Джоел Купер (Торонто)[3]
- 1988: перша успішна тривала подвійна трансплантація легені при муковісцидозі від Джоела Купера (Торонто). У той же час, в Європі активно розробляються програми по легеневій трансплантації в Сполученому Королівстві, в Парижі, Ганновері і Відні.

Протягом наступного десятиліття число виконаних у всьому світі трансплантацій легень швидко зросла. У 1987 році було виконано близько 45 трансплантацій, а до 1990 року по всьому світу було проведено більше 400 трансплантацій. Активність продовжувала швидко рости до середини 1990-х років, коли число щорічних трансплантацій досягла близько 1400. В останні роки кількість трансплантацій легень збільшилася до 2200 на рік. Фактично, медіанна виживання пацієнтів, які перенесли трансплантацію в період з 2000 по 2006 рік, склала 5,5 років у порівнянні з 4 роками для пацієнтів, які перенесли трансплантацію в період з 1988 по 1994 рік. Однак, результати в сучасну епоху залишаються далекі від ідеалу. Хронічне відторгнення стало головною перешкодою на шляху поліпшення довгострокового виживання. Крім того, брак відповідних донорських органів залишається основним обмеженням для більш широкого використання трансплантації легень.

### Трансплантація легень в Україні
12 квітня 2016 у Національному інституті хірургії та трансплантації імені О.О.Шалімова вперше в Україні провели унікальну операцію, пересадивши 29-річній жінці нижні долі легень живих донорів — її батька й матері. В операції брали участь понад 50 фахівців інституту, вона тривала понад 26 годин. Операцію проводив Олександр Усенко, який очолює інститут Шалімова.
21 вересня 2021 в Україні вперше виконали трансплантацію обох легень від посмертного донора. Пересадку легень провели в лікарні св. Пантелеймона міста Львова. Легені пересадили 56-річному львів'янину Віктору Бабію, який понад десять років мав хронічне захворювання легень, останні чотири роки майже не виходив з квартири та був кисневозалежний. Операцію виконували лікарі львівської лікарні Ігор Гуменний та Роман Домашич з допомогою польських колег з Шльонського центру хвороб серця в Забжу. Операція проводилась через двобічні бокові мініторакотомії, без застосування апарату екстракорпоральної оксигинації. Пацієнт Віктор Бабій був виписаний з лікарні на 37 добу після  операції.
24 січня 2023 в Україні вдруге виконали трансплантацію обох легень від посмертного донора і вперше без допомоги колег із-за кордону. Операцію виконали у лікарні св. Пантелеймона міста Львова. Операція проводилась через двобічні бокові мініторакотомії, без застосування апарату екстракорпоральної оксигинації. Орган отримав киянин Олександр Чернишков — ліквідатор аварії на Чорнобильській АЕС. Олександр хворів на бульозну емфізему легень. Пацієнт був виписаний з лікарні через місяць після операції.
23 березня 2023 в Україні знову провели пересадку легень, яка стала третьою трансплантацією цього органу в Україні. Нові легені і шанс на нове життя отримав 51-річний чоловік, який мав складне захворювання легень і за 2 тижні до пересадки переніс коронавірусну хворобу, що дуже ускладнило його стан. Пацієнт перебував на постійній кисневій підтримці. Операція тривала 12 год. Операцію виконали в лікарні "Феофанія" у Києві.
14 квітня 2023 в лікарні св. Пантелеймона міста Львова в лікарні втретє успішно пересадили легені. Ця трансплантація стала четвертою трансплантацією легень в Україні. Донорський орган отримав 44-річний житель Слов'янська. Операцію виконано у відділенні кардіохірургії та трансплантації серця командою кардіохірургів на чолі з  Ігорем Гуменним та Романом Домашичем.

## Показання
Трансплантація легень виконується хворим з прогресуючими обструктивними, фіброзуючими або судинними захворюваннями. Нозологічний спектр включає:
- Хронічне обструктивне захворювання легень (ХОЗЛ) / Емфізема легень;
- Ідіопатичний фіброз легень;
- Муковісцидоз;
- α1-антитрипсинова недостатність (первинна емфізема);
- Первинна легенева гіпертензія;
- Саркоїдоз;
- Бронхоектази;
- Лімфангіолейоміоматоз;
- Вроджені вади серця;
- Облітеруючий бронхіоліт (первинна трансплантація);
- Дифузні захворювання сполучної тканини з ураженням легень;
- Інші інтерстиціальні захворювання.

При постановці показань до трансплантації легень враховується ступінь порушення функції дихання і, як наслідок, зниження якості життя, швидкість прогресування захворювання, очікувана тривалість життя і перспективи консервативного, або альтернативного хірургічного лікування. Обов'язковою умовою направлення на трансплантацію легень є вичерпані можливості лікарської терапії, тобто пацієнт повинен отримувати весь спектр лікарських препаратів відповідно до існуючих рекомендацій авторитетних пульмонологічних товариств.

## Протипоказання
Протипоказання до виконання пересадки легень ділять на абсолютні і відносні.

### Абсолютні
- Пацієнт не є кандидатом на трансплантацію легень, якщо застосовуються такі умови:
- Активне куріння або зловживання психоактивними речовинами
- Одночасна відмова декількох органів
- Поточна діагностика злоякісних новоутворень, включаючи рак легень;
- ВІЛ-інфекція[22]
- Нездатність ходити
- Важке захворювання сполучної тканини з екстраторакальними проявами
- Психічні розлади
- Хвороба коронарних артерій

### Відносні
- Наступні фактори, як правило, роблять трансплантацію легень менш життєздатним варіантом:
- Вік більше 70 років для двосторонньої трансплантації легень
- Вік більше 75 років для трансплантації частки легені
- Сепсис легень
- Залежність від високих доз стероїдів (наприклад, преднізолон в дозі 20 мг в день або більше)
- Активна інфекція гепатиту B або C
- Зараження організмами, стійкими до лікування
- Недоїдання або ожиріння
- Попередня торакальна хірургія / плевродез
- Недавня історія злоякісності. Протягом двох років після остаточного лікування або протягом п'яти років після лікування раку молочної залози або меланоми пацієнт не допускається до трансплантації.
- Остеопороз
- Наявність вираженої дисфункції стравоходу[23]

## Ризики
Як і при будь-якій хірургічній операції, є ризик кровотечі та інфекції. Нещодавно пересаджені легені самі по собі можуть не гоїтися і не функціонувати належним чином. Тому що велика частина тіла пацієнта зазнала впливу зовнішнього повітря. Відторгнення трансплантата може настати не лише після завершення операції, а й протягом усього життя пацієнта. Відторгнення трансплантата є серйозним ускладненням і допомога має бути надана максимально швидко.
Ознаки відторгнення:
- гарячка;
- грипоподібні симптоми, включаючи озноб, запаморочення, нудоту, нічні поти;
- підвищена складність дихання;
- погіршення результатів легеневого тесту;
- біль в грудях;
- збільшення або зменшення маси тіла більш ніж на два кілограми за 24-годинний період.

Для того, щоб запобігти відторгненню трансплантата і подальшого пошкодження нових легень, пацієнт повинен приймати лікування імуносупресивними препаратами. Пацієнти, як правило, повинні приймати комбінацію ліків для того, щоб боротися з ризиком відторгнення. Це довічне зобов'язання, і воно має суворо дотримуватися. Імуносуперсивний режим починається безпосередньо перед або після операції. Як правило, схема лікування включає циклоспорин, азатіоприн і кортикостероїди але, оскільки епізоди відторгнення можуть повторюватися протягом усього життя пацієнта, точний вибір і дозування імунодепресантів можуть бути змінені з плином часу. Іноді такролімус дається замість циклоспорину і мікофенолат мофетилу замість азатіоприну.